# Caelius denticollis
Caelius denticollis är en skalbaggsart som beskrevs av Lewis 1895. Caelius denticollis ingår i släktet Caelius och familjen Aegialiidae. Inga underarter finns listade.